# Raccolta di musica sacra
Raccolta di musica sacra ist eine der ersten größeren Sammlungen alter Kirchenmusik aus Italien. Sie enthält überwiegend Werke von Giovanni Pierluigi da Palestrina (Messen, Sequenzen, Offertorien, Motetten, Psalmen, Hymnen, Responsorien). Sie wurde in sieben Bänden herausgegeben von Pietro Alfieri (1801–1863) und erschien in Rom (1841–1846). 

## Inhaltsübersicht
- 1.–6. ausgewählte Werke von Palestrina 
  - 1. Biographie und 6 Messen
  - 2. Motetten
  - 3. Hymni totius anni v. 1589
  - 4. Lamentationum Hieremiae Prophetae liber primus v. 1588
  - 5. Offertoria totius anni v. 1593
  - 6. Motetten
- 7. (Digitalisat)
  - Palestrina: Magnificat octo tonum liber primus (1591)
  - Te Deum von Constantius Festa
  - eine Lamentatio von Elzéar Genet (= Carpentras)
  - eine Motette von Claude Goudimel
  - eine Motette von Cristóbal de Morales